# Gabi Nunes
Gabriela Nunes da Silva (São Paulo, Brasil; 10 de marzo de 1997), conocida como Gabi Nunes, es una futbolista profesional brasileña. Juega como delantera en el Aston Villa de la Womens Super League de Inglaterra y en la selección de Brasil.
Anteriormente jugó para el Levante UD (2023-2024), Madrid C.F.F. (2021-2023) y para el Corinthians (2016-2021), club con el que ha ganado siete títulos, incluidas dos Copas Libertadores.

## Trayectoria
Nunes comenzó su carrera como jugadora en 2014 con el Centro Olímpico. Allí jugó en las divisiones sub-15, sub-17 y en el equipo principal. En 2015 se unió al Audax para disputar el Campeonato Paulista de Fútbol Femenino y se convirtió en la máxima goleadora del torneo con 12 goles. Para el campeonato brasileño de 2015, regresó al Centro Olímpico y anotó 14 goles en 12 partidos, coronándose como goleadora del torneo.
En 2016, pasó a formar parte del Corinthians para jugar el campeonato de ese año. Marcó 7 goles en 10 partidos, pero su equipo fue eliminado en cuartos de final. Nunes ganó la Copa de Brasil de 2016, contribuyendo con un gol en la victoria final 5-3 ante el São José. En el campeonato de 2019, tras marcar 4 goles en la victoria 7-0 frente al Sport, Nunes se convirtió en la máxima artillera del Brasileirão Femenino con 40 goles, superando el récord de 38 tantos de Byanca Brasil.

## Selección nacional
En 2013 la delantera inició su trayectoria en la selección brasileña, participando en el Sudamericano Sub-17 de 2013. En noviembre de 2015, compitió en el Mundial Sub-20 de 2016, anotando 5 goles en 4 partidos, convirtiéndose en la segunda máxima goleadora de la competición. Por esto, recibió la Bota de Plata de la FIFA de manos de la internacional Marta Vieira da Silva, siendo la primera brasileña en ganar este galardón y marcar en todos los partidos.
Nunes se unió a la selección mayor de Brasil en 2016.

## Clubes
| Club            | País       | Año             |
| --------------- | ---------- | --------------- |
| Centro Olímpico | Brasil     | 2014 - 2015     |
| Audax           | Brasil     | 2015            |
| Centro Olímpico | Brasil     | 2015            |
| Corinthians     | Brasil     | 2016 - 2021     |
| Madrid C.F.F.   | España     | 2021 - 2023     |
| Levante UD      | España     | 2023 - 2024     |
| Aston Villa     | Inglaterra | 2024 - presente |

## Palmarés

### Títulos nacionales
| Título               | Club        | País   | Año  |
| -------------------- | ----------- | ------ | ---- |
| Copa de Brasil       | Corinthians | Brasil | 2016 |
| Brasileirão Femenino | Corinthians | Brasil | 2018 |
| Campeonato Paulista  | Corinthians | Brasil | 2019 |
| Brasileirão Femenino | Corinthians | Brasil | 2020 |
| Campeonato Paulista  | Corinthians | Brasil | 2020 |

### Títulos internacionales
| Título            | Club        | País     | Año  |
| ----------------- | ----------- | -------- | ---- |
| Copa Libertadores | Corinthians | Paraguay | 2017 |
| Copa Libertadores | Corinthians | Ecuador  | 2019 |

(*) Incluyendo la Selección

### Distinciones individuales
| Distinción       | Evento               | Año  |
| ---------------- | -------------------- | ---- |
| Máxima goleadora | Campeonato Paulista  | 2015 |
| Máxima goleadora | Brasileirão Femenino | 2015 |
| Bota de Plata    | Copa Mundial Sub-20  | 2016 |